# جون فيليبس (سياسي أمريكي)
جون فيليبس (بالإنجليزية: John Phillips)‏ هو محامي وسياسي أمريكي، ولد في 26 نوفمبر 1770، وتوفي في 29 مايو 1823. انتخب عضو مجلس نواب ماساتشوستس.